# Lirsko-epske vrste
Lirsko-epske vrste imaju i lirske i epske elemenete. Nazivaju se još i prijelazni epski oblici.

## Epski elementi
- fabula
- likovi
- dijalog
- monolog
- stalni epiteti
- epski deseterac
- uzročno-posljedično nizanje motiva

## Lirski elementi
- pojačana emocionalnost
- ritam
- pjesničke slike
- stilske figure
- asocijativno nizanje motiva
- sugestivnost i zvučanja

## Vrste
- romanca - pjesma na narodnome jeziku koja je uglavnom ljubavne tematike, karakterizira ju ubrzan ritam i vedar ton sa sretnim završekom
- balada - pjesma koja pjeva o stradanjima i nesrećama, karakterizira ju polagan ritam i tužan ton s nesretnim završetkom(tragična smrt junaka)
- poema - pjesma koja se temelji na razvoju određene fabule, ali se motivi povezuju na način lirske pjesme